# Fritz Schedl
Fritz Schedl, född 1903, var en friidrottare från Österrike. Han deltog vid olympiska sommarspelen 1924.